# Begijnhofpark

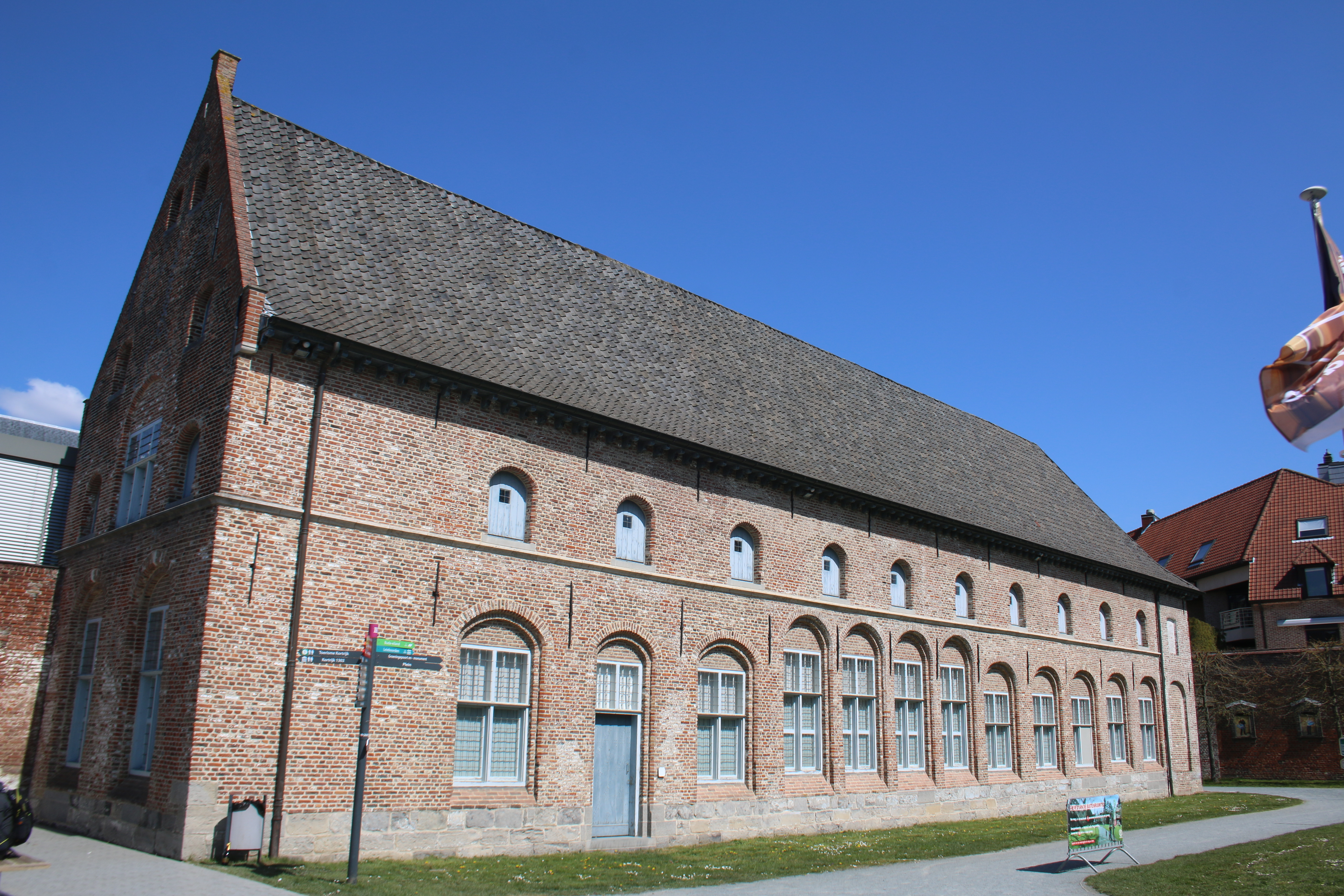
Het dormitorium van Groeningeabdij in het Begijnhofpark

Het Begijnhofpark is een park in het centrum van de Belgische stad Kortrijk. Dit stadspark van ongeveer 1 hectare groot ligt in de historische binnenstad, tussen de Houtmarkt en de Groeningestraat. 

## Geschiedenis en hedendaagse invulling
- Het grootste deel van het Begijnhofpark hoorde vroeger bij de tuinen van de Groeningeabdij en van het rusthuis Sint-Vincentius. De laatste bewoners van deze abdij waren de Arme Klaren. Doordat het voorheen een tuin was, is het park nu nog steeds volledig ommuurd, met drie verschillende toegangswegen. Van de originele structuur van het park resten nu alleen nog de oude scheidingsmuur met zijn drie gemetselde poorten, een klein kapelletje en enkele waardevolle bomen.

- In het park schittert nu de volledig gerestaureerde Groeningeabdij. Hierin bevond zich tot 2021 het museum Kortrijk 1302 evenals een permanente tentoonstelling over de geschiedenis van Kortrijk.

- Naast de Groeningeabdij opende in 2005 het streekbezoekerscentrum voor Kortrijk en de Leiestreek in een nieuwe vleugel van de Groeningeabdij.

- Tot 2024 wordt de abdijsite omgebouwd tot Abby, een museum voor beeldende kunst.[1][2]

## Trivia
- De stad Kortrijk liet het park in 2005 grondig restaureren.
- Veel voetgangers gebruiken het Begijnhofpark als groene verbinding in de stad.
- Het park doet vaak dienst als fraai decor voor openluchtactiviteiten en tentoonstellingen.
- In het Begijnhofpark vindt jaarlijks het festival Mayday Mayday plaats.
- In 2012 werd in het park een geluidsinstallatie geïnstalleerd met de bedoeling klassieke muziek in het park te doen weerklinken onder de noemer salon in de stad.